# T.H. Green

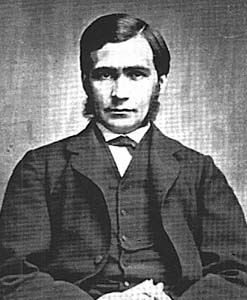
Thomas Hill Green

Thomas Hill Green (ur. 7 kwietnia 1836, zm. 2 marca 1882) – brytyjski filozof, jeden z twórców idealizmu absolutnego, przedstawiciel liberalizmu.

## Poglądy filozoficzne
Krytykował Zjednoczone Królestwo za empiryzm i pozytywizm. Twierdził, że istotą istnienia jest "wieczna samoświadomość", "wieczny, samookreślający się i samidentyfikujący się podmiot". Człowiek jest tylko przejawem tej ogólnej świadomości. Z drugiej strony twierdził, że człowiek jest wolny. W filozofii politycznej pozostawał liberalny, choć starał się dostosować liberalizm do pochodzenia idealizmu niemieckiego. W swoim dziele Prolegomena to Ethics (1884) przedstawił podstawy późniejszej koncepcji wolności pozytywnej.
W filozofii politycznej liberalizm starał się uwolnić od utylitaryzmu.   Społeczeństwo powinno być odpowiednio zorganizowane. Uważał, że działanie ludzkie odgrywa znacznie większą rolę woli i wolnego wyboru. Według Greena ludzie nie szukają o tyle satysfakcji, starając się zrealizować pomysł – i to jest część idei dobra.
Krytykował, że stare pojęcie liberalizmu nie pozostawia miejsca na polityczne i moralne zasady. Typowym przykładem nie do zniesienia dla niego był nietykalny utylitaryzm, na przykład brytyjskie poparcie wojsk Konfederacji w amerykańskiej wojnie secesyjnej.
Liberalizm według Greene’a musi również promować poszerzanie prawa wyborczego, edukacji i prawodawstwa społecznego. Jako zadanie państwa, uznawał  również konieczność ograniczenia spożycia alkoholu. Niemniej jednak wyznawał tradycyjny liberalny pogląd, że powinny istnieć tylko takie prawa, które są konieczne dla istnienia społeczeństwa i powinny być jak najmniejsze. Zaakceptował tezę prywatnej własności jako niezbędnego środka indywidualnego rozwoju. Jednakże swoboda dysponowania własnościami prywatnymi nie jest wartością bezwzględną, ale jedynie środkiem do osiągnięcia ostatecznego celu: Nie zgadzał się z ideą, że społeczeństwo kapitalistyczne może tolerować ubóstwo i bezrobocie.
Krytykował też uproszczony indywidualizm, podkreślając możliwość znalezienia wspólnych celów wspólnych działań politycznych.
Jego koncepcje wywarła duży wpływ w polityce brytyjskiej .Jego idee stały się częścią oficjalnej polityki brytyjskiej Partii Liberalnej, przyczyniając się do powstania socjalliberalizmu oraz współczesnego państwa dobrobytu.